# Sudić
Sudić (mac. Судиќ) – wieś w gminie miejskiej Sztip w środkowej Macedonii Północnej.

## Demografia
Według spisu ludności z 2002 we wsi Sudić mieszkało 10 mieszkańców.

### Rasy i pochodzenie
Według wyżej wspomnianych danych we wsi Sudić mieszkało 10 Macedończyków.

## Galeria

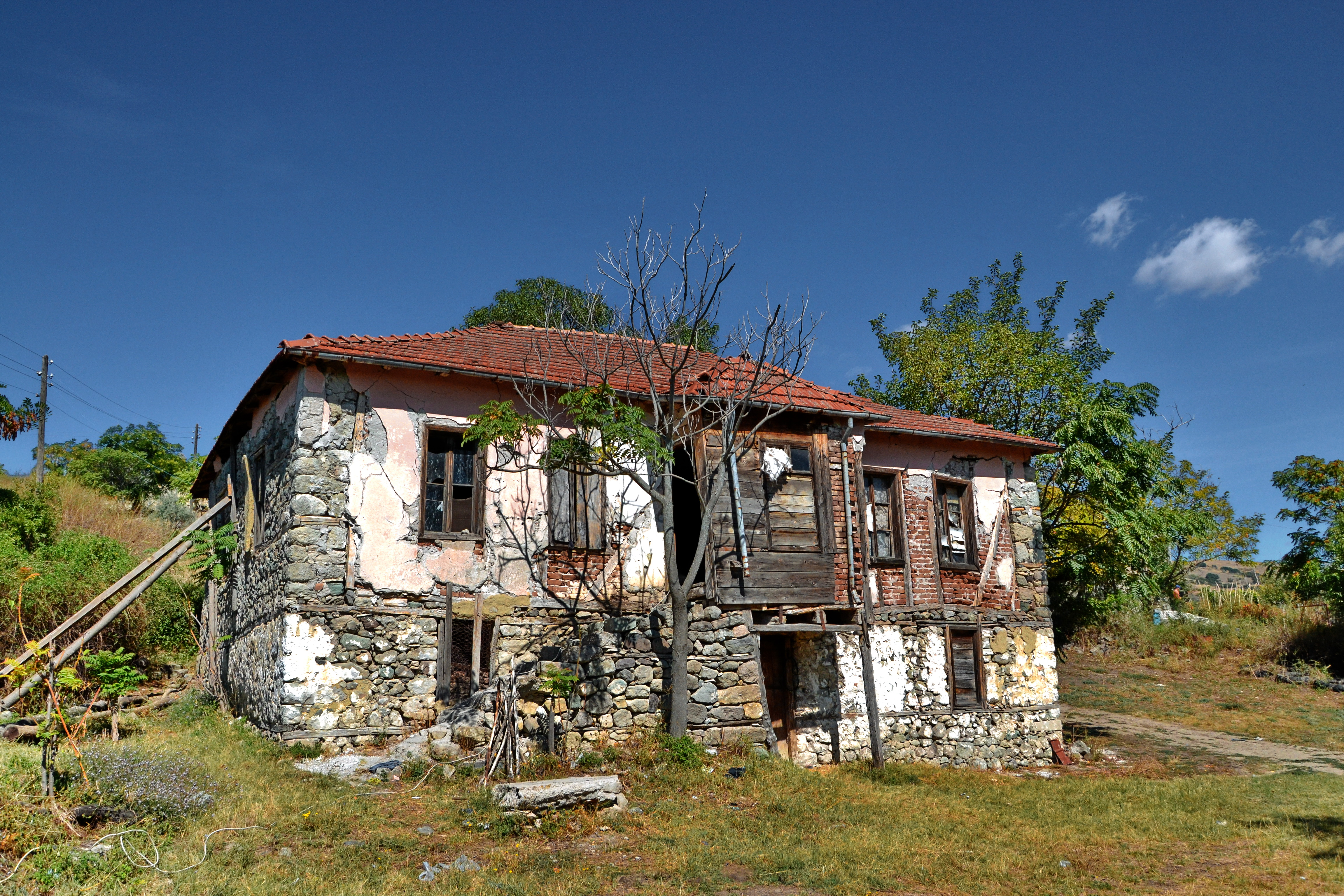
Stara szkoła w Sudić
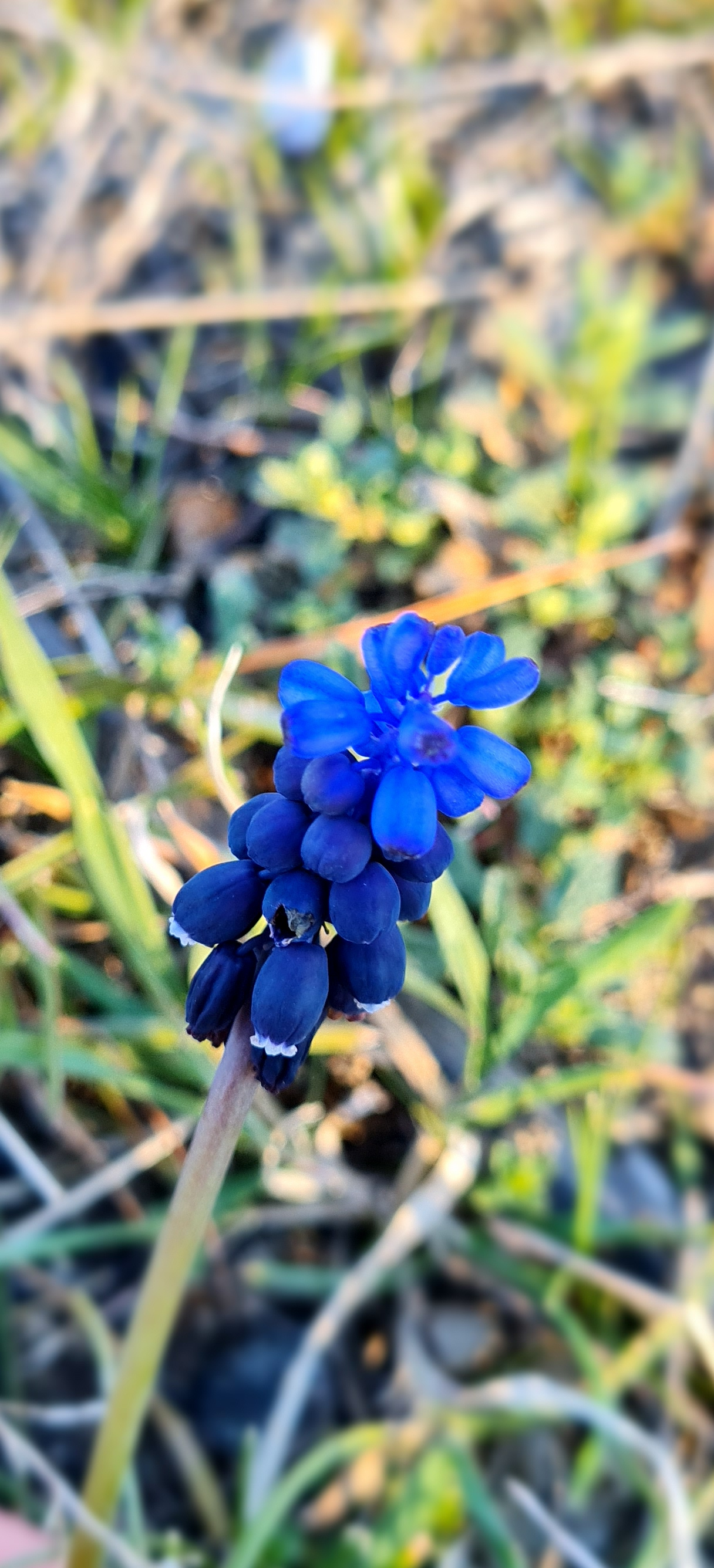
Kwiat na łące we wsi Sudik w gminie Štip, marzec 2023 r